# لمور چنگال‌نشان کم‌رنگ
 لمور چنگال‌نشان کم‌رنگ (نام علمی: Phaner pallescens) نام یک گونه از سرده لمور چنگال‌نشان است.